# Transiting Exoplanet Survey Satellite
«  TESS » redirige ici. Pour les autres significations, voir Tess.
Le Transiting Exoplanet Survey Satellite (en français : « Satellite de recensement des exoplanètes en transit »), plus connu par son acronyme TESS, est un petit télescope spatial consacré à la recherche d'exoplanètes lancé le 18 avril 2018. TESS a pour principal objectif de recenser de manière systématique les exoplanètes proches et de détecter plusieurs dizaines de planètes telluriques gravitant dans la zone habitable d'étoiles à la fois brillantes et proches.
Pour y parvenir, le télescope spatial, qui utilise la méthode de détection des transits, observe pratiquement tout le ciel en consacrant 27 jours à chaque secteur de la voûte céleste. TESS observe des étoiles en moyenne 30 à 100 fois plus brillantes que celles étudiées par le télescope spatial Kepler, facilitant ainsi la détection de planètes de petite taille malgré le recours à des détecteurs beaucoup moins performants que ceux de Kepler. Les observations de TESS portent en particulier sur des naines jaunes (étoiles de type spectral G, dont fait partie le Soleil) et orange (type K). Du fait de la durée des observations, les planètes détectées doivent avoir en moyenne une période orbitale d'une dizaine de jours. Les planètes détectées par TESS doivent être ensuite étudiées plus en détail par des instruments plus puissants comme le télescope spatial infrarouge James Webb.
TESS est un engin spatial de petite taille (350 kilogrammes) qui emporte quatre caméras grand angle. Il circule sur une orbite terrestre haute de 13,7 jours, en résonance de moyen mouvement 2:1 avec la Lune et qui atteint un apogée situé au-delà de l'orbite lunaire, choisie parce qu'elle permet de remplir les objectifs de la mission tout en restant dans l'enveloppe de coût du projet. Celui-ci est sélectionné par la NASA en avril 2013 dans le cadre du programme Explorer de la NASA, dédié aux missions scientifiques à coût réduit (200 millions de dollars américains), et est développé par le Massachusetts Institute of Technology. La mission primaire doit durer deux ans.

## Contexte
Depuis le début des années 1990, les observatoires astronomiques terrestres mais surtout spatiaux permettent de détecter généralement de manière indirecte la présence de planètes tournant autour d'étoiles autres que le Soleil.

### Méthode du transit planétaire
La principale méthode utilisée pour identifier les exoplanètes est celle du transit : la planète est détectée et certaines de ses caractéristiques sont estimées (masse, diamètre) en mesurant l'affaiblissement de la luminosité de l'étoile lorsque la planète s'interpose entre le télescope et celle-ci. Pour que cette détection puisse avoir lieu plusieurs conditions doivent être réunies.
- Compte tenu de la faiblesse de la variation du signal lumineux, celle-ci peut correspondre à d'autres phénomènes : variation naturelle de la luminosité de l'étoile, compagnon stellaire jusque là non découvert... Pour s'assurer que le signal n'a pas une autre origine, la règle est de mesurer au moins trois transits (passages de la planète devant son étoile) successifs : le deuxième transit permet d'effectuer une hypothèse sur la période orbitale et le troisième valide cette caractéristique tout en confirmant l'origine planétaire de la baisse partielle du signal lumineux (des fausses détections peuvent malgré tout se produire malgré ces vérifications et une observation complémentaire est généralement effectuée avec un observatoire terrestre).
- Le succès de la détection dépend du temps d'observation consacré à l'étoile et de la période orbitale de la planète autour de son étoile : le transit n'a lieu qu'une fois par orbite et il peut donc nécessiter plusieurs années d'observation : par exemple pour détecter la Terre depuis une autre étoile, il faut observer de manière continue au minimum trois ans le Soleil. La durée de l'observation continue du Soleil doit être de six ans pour confirmer l'existence de Mars.
- La variation de l'intensité lumineuse, mesurée en comptant le nombre de photons en provenance de l'étoile, est très faible : de l'ordre d'une centaine de parties par million pour une planète de la taille de la Terre tournant autour d'une étoile du type du Soleil. La détection repose sur la capacité des détecteurs à mesurer l'intensité lumineuse avec une grande précision.
- La détection est d'autant plus facile que l'étoile a une luminosité importante (magnitude apparente) : les étoiles lumineuses c'est-à-dire soit proches soit plus lointaines mais très lumineuses permettent des détections plus faciles.
- La variation relative du signe lumineux dépend directement du rapport entre la taille de la planète et celle de son étoile. Une planète tournant autour d'une étoile naine est beaucoup plus facilement détectable que si elle tourne autour d'une géante rouge.
- Pour que le transit puisse être observé il faut que l'orientation du plan orbital de l'exoplanète soit parallèle à l'axe de visée depuis la Terre. Statistiquement environ 5 % des planètes sont dans ce cas (ce qui implique que si un recensement systématique aboutit à la découverte de 5 000 planètes, 100 000 sont en réalité théoriquement observables depuis les autres régions de l'espace.

| |  |
| Schéma de gauche : La méthode des transits planétaires repose sur la mesure de la baisse de l'intensité lumineuse d'une étoile lorsqu'une planète s'interpose entre celle-ci et l'observateur. Cette éclipse partielle dure généralement plusieurs heures. Schéma de droite : Exemple de mise en œuvre durant la mission K2 (Kepler) pour une étoile similaire au Soleil de magnitude apparente 11 : les points correspondent aux mesures effectuées, le trait rouge à la courbe de l'intensité lumineuse déduite. La baisse est très marquée pour une planète de la taille de Jupiter (1 %) mais difficilement discernable du bruit pour une planète de la taille de la Terre (0,01 %). L'irrégularité des valeurs retournées par l'instrument est due aux différentes sources de bruit affectant la mesure : vibrations, légères modifications du pointage, erreurs instrumentales, lumières parasites, etc. |  |

### Limites de la stratégie de détection deKepler
Le télescope spatial Kepler de la NASA, l'instrument le plus performant dans le domaine de la recherche d'exoplanètes, découvre entre 2009 et 2014 plusieurs milliers de planètes par la méthode du transit en observant de manière permanente une faible portion du ciel (0,29 %). L'avantage de cette stratégie est qu'elle permet d'observer les mêmes étoiles durant plus de trois ans et donc peut détecter des planètes ayant une période orbitale allant jusqu'à un an (similaire à celle de la Terre). Son inconvénient est que les étoiles observées dans cette région limitée de l'espace sont souvent éloignées et ont en moyenne une faible luminosité. Cette caractéristique rend beaucoup plus difficile les observations ultérieures des planètes découvertes les plus petites (en particulier de type terrestre) par des instruments basés sur Terre ou par des télescopes spatiaux non spécialisés comme Hubble ou James Webb. Or l'étude d'exoplanètes de type terrestre présente un grand intérêt pour les planétologues qui tentent de comprendre les mécanismes de formation des systèmes solaires. Kepler permet de déterminer qu'au moins un sixième des étoiles abritent des planètes de type terrestre et qu'un cinquième des étoiles disposent dans la zone habitable c'est-à-dire sont à une distance du Soleil permettant la présence d'eau à l'état liquide à leur surface (une des conditions probables d'apparition de la vie).
La mission de TESS adopte une démarche opposée à celle de Kepler. Elle est conçue pour une observation des étoiles de l'ensemble de la voûte céleste en se consacrant aux étoiles les plus brillantes (30 à 100 fois plus lumineuses que celles observées par Kepler) donc à même de révéler des planètes terrestres. Toutefois l'observation de l'ensemble du ciel limite les découvertes aux planètes dont la période orbitale est en moyenne que de quelques semaines,.
| Caractéristique                                      | Kepler                                                               | TESS                                                                                                   |
| ---------------------------------------------------- | -------------------------------------------------------------------- | --- |
| Programme                                            | Discovery                                                            | Explorer                                                                                               |
| Coût                                                 | environ 500 millions de dollars américains                           | 200 millions de dollars américains                                                                     |
| Masse                                                | 1 050 kg                                                             | 350 kg                                                                                                 |
| Sensibilité photométrique                            | 40 ppm (magnitude 12)                                                | 200 ppm (magnitude 12)                                                                                 |
| Taille image complète                                | 96 mégapixels                                                        | 4 × 16 mégapixels                                                                                      |
| Temps de pose                                        | 6 secondes                                                           | 2 secondes                                                                                             |
| Résultats                                            | Vignettes autour d'étoiles pré-sélectionnées toutes les 30 minutes   | Vignettes autour d'étoiles pré-sélectionnées toutes les 2 minutes Image complète toutes les 30 minutes |
| Durée de la mission primaire                         | 3,5 ans                                                              | 2 ans                                                                                                  |
| Région de l'espace observée                          | 0,25 % du ciel jusqu'à 3 000 al                                      | ~90 % du ciel distance < 200 al                                                                        |
| Durée de l'observation d'une étoile                  | 4 ans                                                                | De 27 jours (63 % du ciel) à 356 jours (1,7 %)                                                         |
| Période orbitale des exoplanètes                     | Jusqu'à 1 an                                                         | De l'ordre de 10 jours                                                                                 |
| Étoiles observées                                    | Tous types, toutes magnitudes                                        | G et K, magnitude ≤ 12                                                                                 |
| Exoplanètes découvertes mission primaire (mars 2018) | > 1 700 confirmées de tous types autour d'étoiles souvent lointaines | (prévision) 1 700 dont environ 500 de type Terre ou super-Terre autour d'étoiles relativement proches. |

## Historique du projet
TESS est un projet de détection spatiale des exoplanètes dont la première conception remonte à 2006. Il est financé initialement par des investisseurs privés (Google, la Fondation Kavli) ainsi que par des donateurs du Massachusetts Institute of Technology (MIT). Cette institution, réputée dans le domaine de la recherche spatiale, restructure le projet en 2008 pour le proposer à la NASA en tant que mission d'astrophysique de type SMEX (Small Explorer Mission) mission scientifique à coût modéré. TESS fait partie des trois propositions finalistes examinées, mais n'est finalement pas sélectionnée. Le MIT propose à nouveau la mission en 2010 en réponse à un appel d'offres de la NASA pour la désignation d'une mission Explorer bénéficiant d'un budget de 200 millions de dollars américains au lieu des 120 millions de dollars américains consacrés aux missions SMEX. TESS fait partie des cinq projets de missions scientifiques pré-sélectionnés en septembre 2011. Les projets qui lui sont opposés sont ICON (étude de la variabilité de l'ionosphère), FINESSE (télescope spectroscope infrarouge chargé de l'étude détaillée de 200 exoplanètes déjà répertoriées), OHMIC (étude des aurores polaires) et ASTRE (étude des interactions entre l'atmosphère terrestre et les gaz ionisés de l'espace). TESS est une des deux missions finalistes et est finalement sélectionnée le 5 avril 2013, pour un lancement en 2017.
Le responsable scientifique de la mission est George Ricker, un astrophysicien du MIT. Le budget alloué, encadré par les spécifications propres au programme Explorer consacré aux missions de coût modéré, est fixé à 200 millions de dollars américains Le constructeur aérospatial américain Orbital Sciences, qui a déjà construit de nombreux satellites scientifiques pour la NASA, est retenu en avril 2013 pour la réalisation du satellite dans le cadre d'un contrat de 75 millions de dollars américains. Son intervention comprend l'intégration de la charge utile, la réalisation des tests et le contrôle de la mission en vol. L'Institut technologique Kavli du MIT fournit les caméras, seule charge utile de TESS et est responsable de l'activité scientifique de la mission. Le centre de vol spatial Goddard, établissement de la NASA, est le gestionnaire du projet.

## Stratégie d'observation

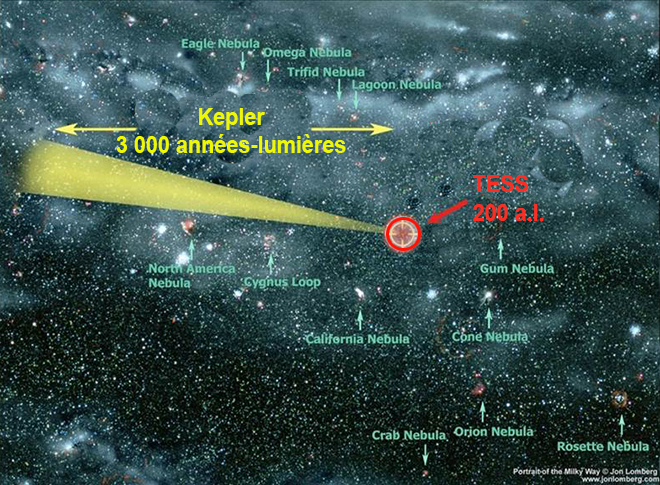
Région de l'espace observée par TESS (sphère rouge) comparée à celle observée par Kepler (cône jaune). TESS observe des étoiles brillantes très proches sur l'ensemble de la voute céleste, alors que Kepler observe des étoiles dans une faible portion du ciel mais avec une sensibilité qui lui permet de détecter des planètes lointaines.

Le télescope spatial utilise la méthode du transit pour identifier les exoplanètes : la planète est détectée et ses caractéristiques sont estimées en mesurant l'affaiblissement de la lumière émise par l'étoile lorsque la planète s'interpose entre le télescope et l'étoile étudiée. La variation du signal lumineux est très faible et son observation dépend du temps d'observation de l'étoile, de la période orbitale de la planète autour de son étoile et de la taille de la planète. TESS circule sur une orbite de 13,7 jours. Le télescope spatial observe en permanence durant deux orbites consécutives (soit 27,4 jours) 1/26e du ciel correspondant à une région de 96° x 24° (cf. schéma). Il passe ensuite au secteur adjacent et en deux ans (durée de la mission primaire), l'ensemble de la voûte céleste est observée, à l'exception de la région de l'écliptique (entre -6° et +6° par rapport au plan de l'écliptique), peu favorable aux mesures photométriques du fait de la présence de la Terre et de la Lune. Le temps d'observation d'une région est donc généralement de 27 jours, mais certaines régions de l'espace situées vers les pôles de l'écliptique sont observées plus longtemps du fait du recouvrement des secteurs d'observation. À l'issue des deux années de la mission primaire, 63 % du ciel est observé durant 27,4 jours ; 15,2 % durant 54,8 jours ; 3 % durant 82,2 jours ; 0,56 % durant 109,6 jours ; 1,4 % entre 137 et 301,4 jours ; 0,52 % durant 328,8 jours ; 1,7 % durant 356,2 jours et 14,6 % du ciel n'a fait l'objet d'aucune observation. La région observée de manière quasi permanente (356,2 jours) coïncide avec la zone d'observation du télescope spatial James-Webb qui débute ses opérations en 2022,.

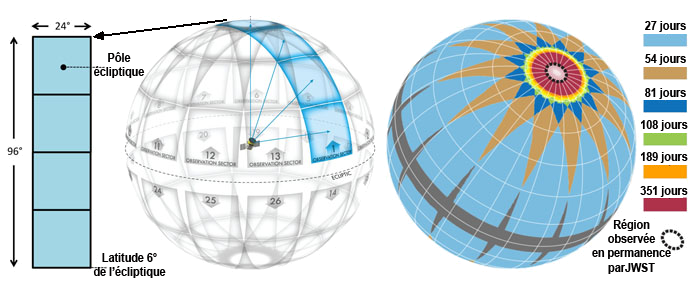
Partie gauche : en bleu secteur du ciel observé à un instant donné par les quatre caméras embarquées (1/26e de la voûte céleste). Chaque secteur est observé durant deux semaines consécutives.
Partie droite : nombre de jours d'observation cumulés (de 27 à 351 jours) des différentes régions de la voûte céleste durant la mission de deux ans. Les régions polaires où les secteurs d'observation se recoupent sont observées sur une plus longue période, presque en continu sur une année au niveau du pôle de l'écliptique.

Les images de l'ensemble du secteur sont prises en continu toutes les deux secondes avec un temps de pose de deux secondes à chaque fois. Les images accumulées sont travaillées à bord de l'engin spatial. Les images prises sur une période de deux minutes sont agrégées et les fractions de l'image résultante (« vignettes ») contenant une des 15 000 étoiles pré-sélectionnées dans le secteur sont conservées. Toutes les 30 minutes, les images de l'ensemble du secteur prises sur une période de 30 minutes sont agrégées et le résultat est également conservé. Finalement l'observation de chaque secteur génère 10 000 séries de « vignettes » et 600 images complètes de l'ensemble du secteur.

## Objectifs de la mission

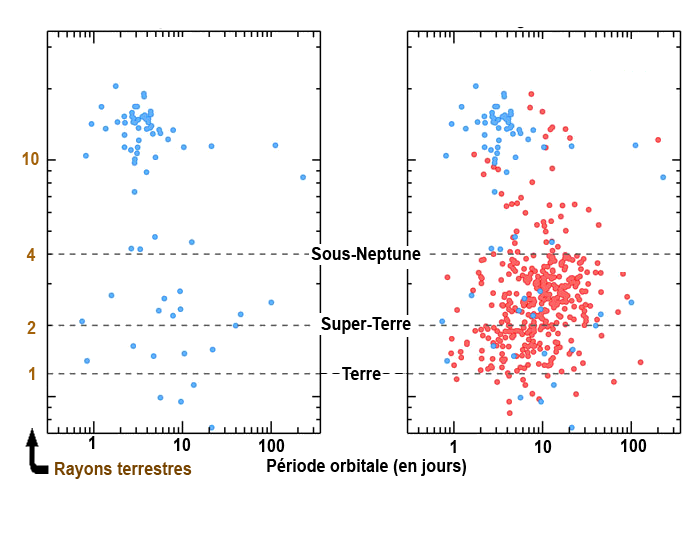
Taille et période orbitale des planètes détectées tournant autour d'une étoile magnitude apparente supérieure à 10. À gauche : planètes découvertes en mai 2014 y compris par les observatoires spatiaux Kepler et CoRoT. À droite : le même schéma incluant les découvertes attendues de TESS (en rouge) telles qu'elles résultent d'une simulation.

TESS doit observer les étoiles les plus brillantes situées à moins de 200 années-lumière de notre Soleil. 90 % de la voûte céleste doit être observée durant la mission primaire d'une durée de deux ans. Les objectifs de celle-ci sont :
- détecter les exoplanètes tournant autour des 200 000 étoiles pré-sélectionnées par l'équipe scientifique auxquelles sont ajoutées 10 000 étoiles proposées par des scientifiques externes au projet après validation par un comité scientifique. Il s'agit d'une part de détecter les super-Terres gravitant autour des étoiles les plus brillantes et caractérisées par une période orbitale inférieure à 10 jours et un rayon inférieur à 2,5 fois celui de la Terre, d'autre part de recenser de manière systématique les planètes ayant un rayon supérieur à 2,5 fois celui de la Terre tournant autour de l'ensemble des étoiles pré-sélectionnées ;
- rechercher les planètes ayant une période orbitale allant jusqu'à 120 jours tournant autour des 10 000 étoiles pré-sélectionnées situées vers le pôle de l'écliptique et qui sont du fait de leur position observées durant presque une année entière par TESS ;
- déterminer la masse d'au moins 50 planètes ayant un rayon inférieur à fois celui de la Terre.

L'objectif est également de détecter des planètes telluriques dont la taille est proche de celle de la Terre et qui sont situées dans la zone habitable. Il peut également détecter des planètes gazeuses géantes. Contrairement aux télescopes spatiaux CoRoT et Kepler qui n'observent qu'une petite fraction du ciel mais sur une longue période, TESS scrute l'ensemble de la voûte céleste,. L'étude qui est menée par TESS doit se concentrer sur les étoiles de type spectral G (naines jaunes catégorie à laquelle se rattache notre Soleil) et K (naines orange). Environ 200 000 d'entre elles sont étudiées. Le télescope étudie aussi les 1 000 naines rouges de type M les plus proches, c'est-à-dire celles situées dans un rayon de 30 parsecs (environ 98 années-lumière) dont le pic de lumière se situe dans l'infrarouge. La plage de détection des détecteurs CCD est pour cette raison étendue à l'infrarouge proche. L'équipe du projet prévoit de découvrir entre 1 000 et 10 000 exoplanètes en transit dont un certain nombre pourront être aussi petites que la Terre et avec une période orbitale pouvant s'étendre jusqu'à deux mois.

## Caractéristiques techniques du satellite

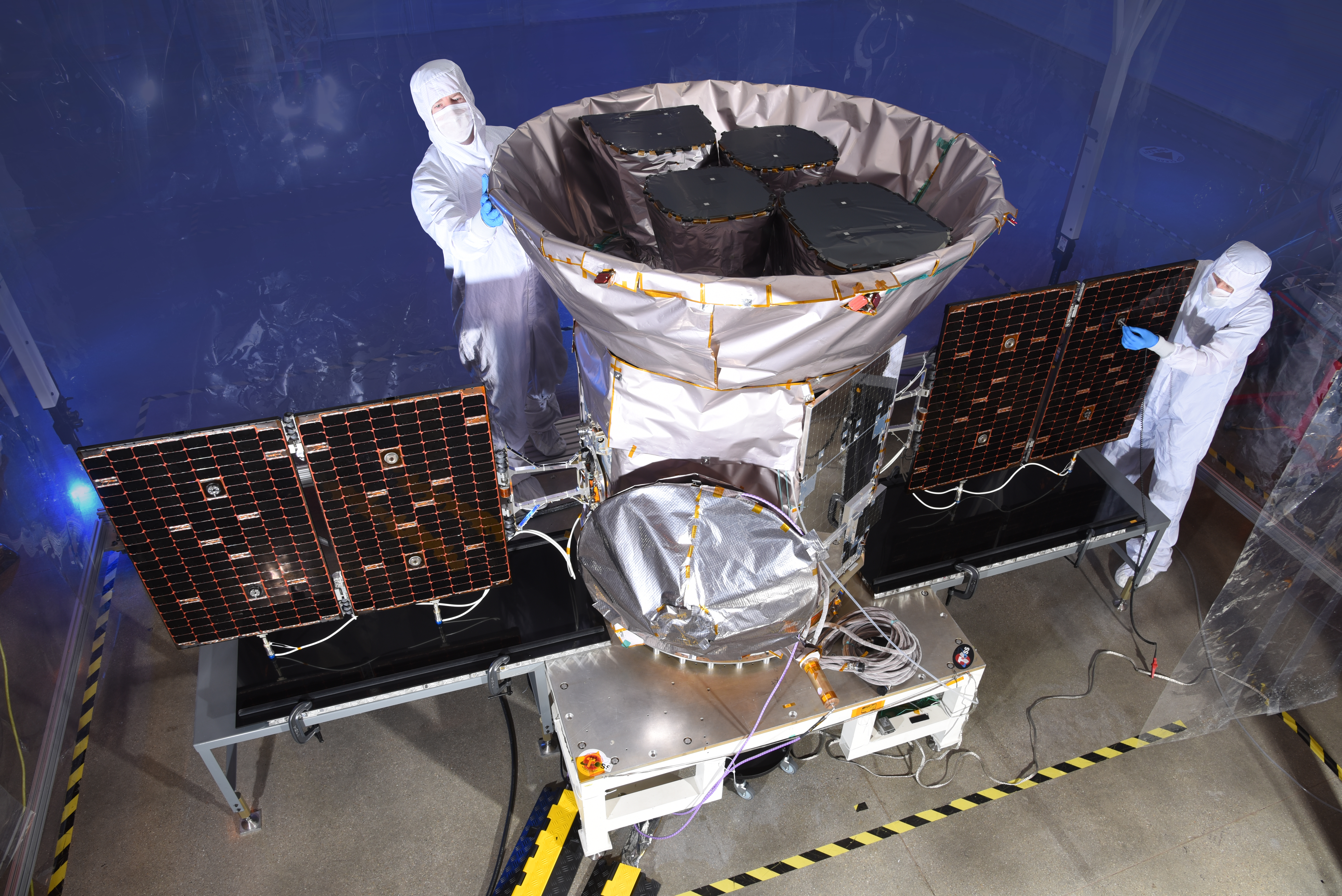
TESS durant la phase finale d'assemblage et de test.

L'observatoire spatial TESS est un satellite de petite taille utilisant une plate-forme LEOStar-2 du constructeur Orbital. Celle-ci est déjà utilisée pour 7 autres missions spatiales dont les satellites scientifiques de la NASA dont SORCE, GALEX, AIM, NuSTAR et OCO-2. LEOStar-2 accepte des charges utiles ayant une masse pouvant atteindre 500 kg. Les panneaux solaires peuvent fournir jusqu'à 2 kilowatts et des options permettant de disposer à la fois de grandes capacités de manœuvres, d'une redondance des systèmes, d'une grande agilité et d'un débit important de données. Le satellite TESS ne pèse que 325 kilogrammes et ses dimensions hors tout en orbite, une fois les panneaux solaires et les antennes déployées, sont de 3,9 × 1,2 × 1,5 mètres. Il est composé de deux modules : la plate-forme de forme hexagonale haute de 1,5 mètre et d'un diamètre de 1,2 mètre qui contient les différents équipements permettant au télescope de fonctionner et sert de support de fixation aux différents appendices (panneaux solaires, antennes, etc.) et la charge utile fixée au-dessus haute de 65 centimètres,,.

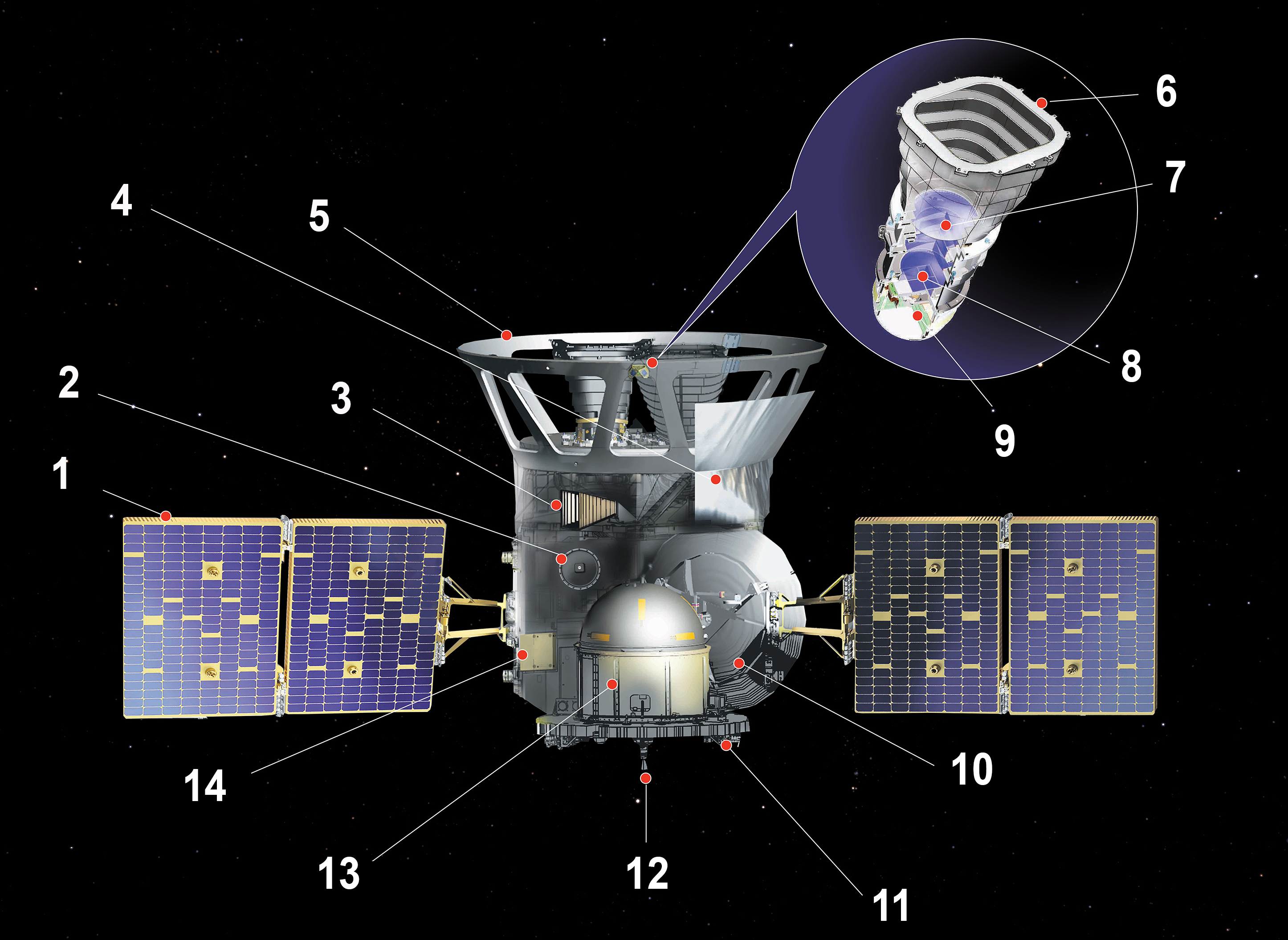
Schéma du télescope spatial : 1 Panneaux solaires - 2 Roues de réaction - 3 Viseur d'étoiles - 4 Revêtement thermique - 5 Pare-Soleil - 6 Pare-soleil de la caméra - 7 Lentilles - 8 Détecteurs - 9 Électronique - 10 Antenne - 11 Anneau de fixation sur le lanceur - 12 Moteurs-fusées - 13 Réservoir ergols - 14 Ordinateur principal.

Deux panneaux solaires (dimensions 1,1 × 0,89 mètre) orientables fournissent 400 watts en fin de mission. TESS est stabilisé sur 3 axes (son orientation est fixe dans l'espace). La précision du pointage est d'environ trois secondes d'arc avec une stabilité de 0,05 seconde d'arc par heure. La précision du pointage est maintenue en utilisant 200 étoiles-guides dont la position est recalculée toutes les deux secondes. Son orientation est contrôlée à l'aide de quatre roues de réaction et de quatre petits propulseurs d'une poussée de cinq newtons consommant de l'hydrazine. TESS dispose également d'un moteur-fusée plus puissant pour les manœuvres orbitales brûlant de l'hydrazine. TESS emporte 45 kilogrammes d'ergols qui permettent des changements de vitesse cumulés de 268 m/s sachant que la mission primaire d'une durée de deux ans ne nécessite que 215 m/s (utilisé pour l'injection sur l'orbite opérationnelle et la désaturation des roues de réaction). Le contrôle thermique est uniquement passif. Les données scientifiques sont stockées dans une mémoire de masse constituée par deux ensembles de mémoires flash d'une capacité unitaire de 192 gigaoctets. La transmission des données vers les stations terrestres se fait en bande Ka à un débit de 100 mégabits par seconde au moyen d'une antenne parabolique fixe de 70 cm de diamètre fixée sur le corps de l'engin spatial,,.

### Charge utile
La charge utile de TESS est constituée par quatre caméras permettant d'observer une large portion du ciel (1/26e) à tout instant. Chaque caméra a un champ de vue de 24 x 24° et les quatre caméras combinées balayent une région de l'espace de 96° en élévation et de 24° en azimut. L'ouverture de chaque caméra a un diamètre de 10,5 cm et la focale est de f/1,4. L'observation se fait en lumière visible et en proche infrarouge (600–1 000 nanomètres). Ces longueurs d'onde observées sont choisies pour accroître la sensibilité vis-à-vis de la catégorie d'étoiles visées par l'étude, plus froides en moyenne que celles observées par Kepler donc émettant une plus grande quantité de lumière dans l'infrarouge. L'optique développée spécifiquement pour la mission comprend sept lentilles formant deux groupes. Le barillet est en aluminium. L'image est collectée par quatre capteurs CCD qui ont une résolution globale de 16 mégapixels. La taille du pixel de 15 micromètres et correspond à 21 secondes d'arc. Ils sont maintenus à une température de −75 °C pour limiter le courant d'obscurité à l'origine du bruit réduisant la précision de la mesure photométrique. Les détecteurs sont développés par le laboratoire Lincoln du MIT,.

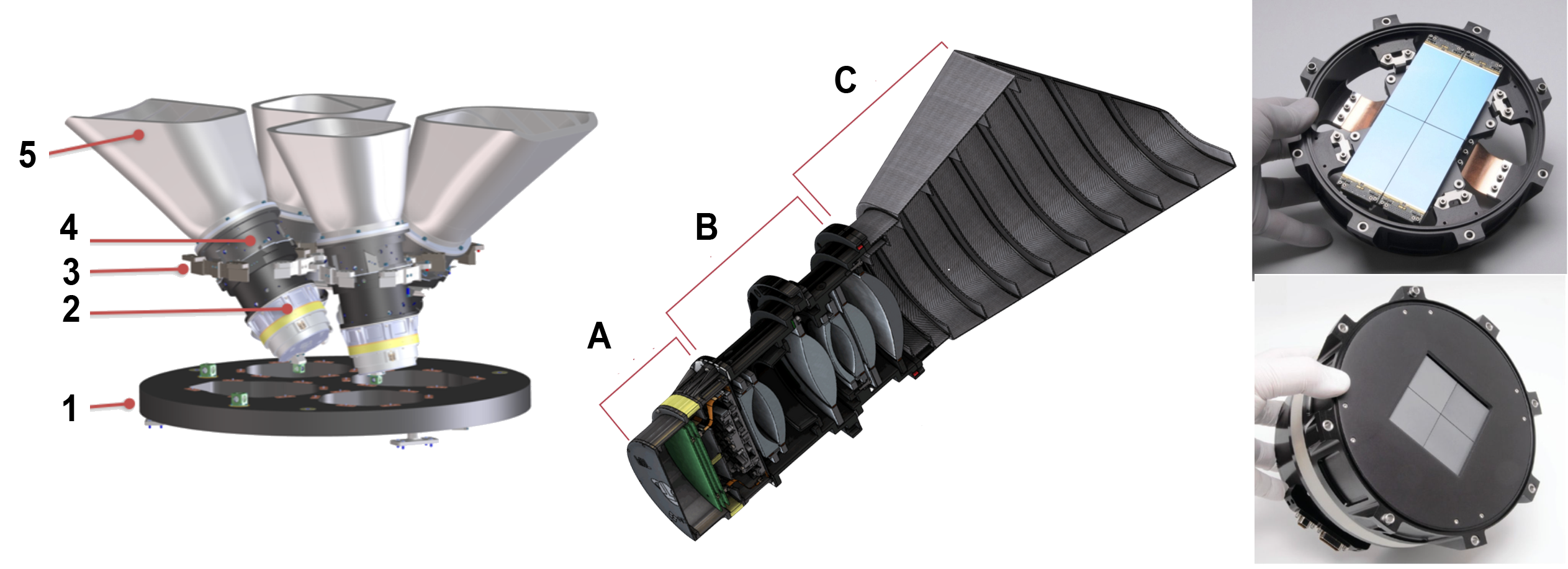
Les quatre caméras de TESS sont fixées sur un support (1) en pointant dans des directions différentes grâce à un système de fixation (3) permettant à chacune de couvrir un secteur du ciel différent. Chaque caméra comprend un détecteur composé de 4 CCD (2, A et photos de droite), une partie optique comprenant 7 lentilles (4 et B) et un pare-soleil (5 et C).

Les caméras de TESS ont une sensibilité photométrique de 200 parties par million (0,02 %) pour une étoile de magnitude apparente 10 et de 0,01 pour les étoiles de magnitude 16. La sensibilité maximale est de 60 parties par million après une heure d'observation. Ce seuil découle des variations de luminosité générées artificiellement par les légers changements d'orientation du télescope spatial. La saturation est atteinte lorsque l'étoile étudiée a une magnitude de 7,5 mais les photons excédentaires sont stockés dans les pixels adjacents ce qui permet d'observer les étoiles jusqu'à une magnitude apparente de 4.

## Lancement et déploiement
Plusieurs fenêtres de lancement d'une durée de quelques jours s'ouvrent chaque mois. Elles sont définies par la nécessité de survoler la Lune pour positionner le télescope spatial sur son orbite finale. TESS est lancé le 18 avril 2018 à 22 h 51 TU par le lanceur Falcon 9, dans sa version récupérable, depuis la base de lancement de Cap Canaveral, prestation facturée à 87 millions de dollars américains (pour une charge utile de 350 kg).

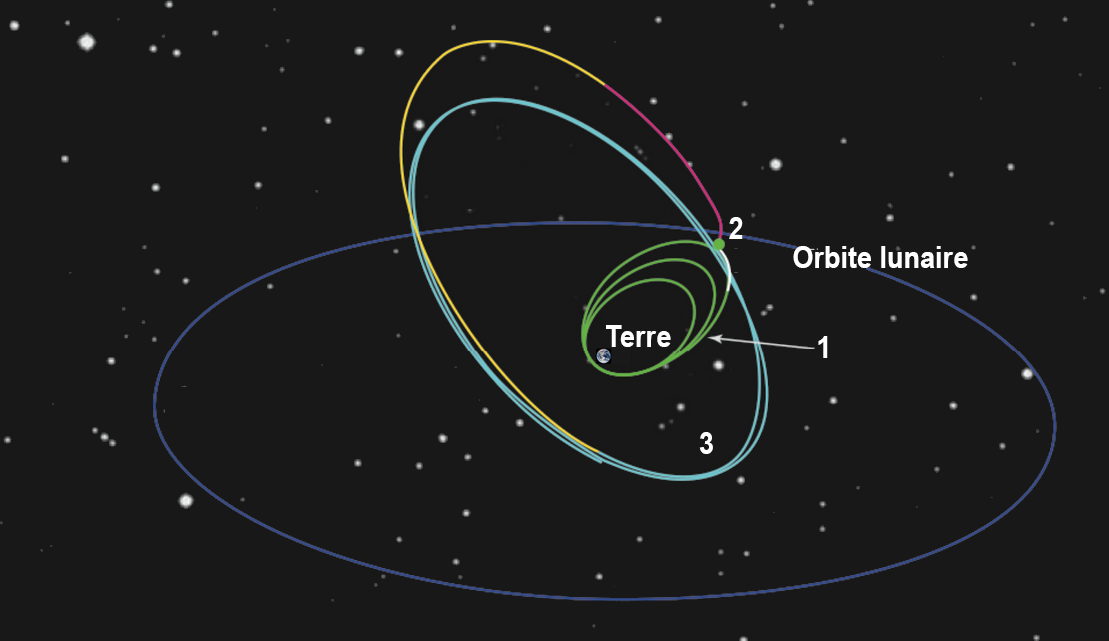
Schéma des manœuvres effectuées par le télescope spatial TESS pour se placer sur son orbite finale (en bleu clair). 1 - Le télescope est placé sur une orbite haute et élève en trois orbites son apogée en utilisant sa propulsion. 2 - L'assistance gravitationnelle de la Lune qu'il survole est utilisée pour modifier son inclinaison orbitale qui est portée à 40° par rapport à l'écliptique. 3 - Des corrections réalisées avec sa propulsion placent TESS sur son orbite finale avec un apogée et un périapside situés respectivement à 120000 km et 400000 km de la Terre.

Première lumière du télescope de TESS (7 août 2018).

TESS est d'abord placé sur une orbite d'attente à une altitude de 600 kilomètres avec une inclinaison orbitale de 28,5°. Lorsque la position orbitale optimale est atteinte, le satellite est stabilisé par mise en rotation à la vitesse de 60 tours par seconde et un petit étage à propulsion à propergol solide est mis à feu pour porter son apogée à 250 000 km. L'étage est largué puis TESS annule sa vitesse de rotation et déploie ses panneaux solaires. À son périapside, le télescope spatial met à feu sa propulsion principale pour augmenter l'altitude de son apogée. Cette manœuvre est répétée pour porter son apogée à 400 000 km. Au moment de son deuxième apogée, le télescope spatial utilise l'assistance gravitationnelle de la Lune qu'il survole pour faire passer son inclinaison orbitale par rapport à l'écliptique à 40°. De petites corrections sont effectuées pour atteindre l'orbite finale qui fait circuler TESS sur une orbite d'une période de 13,7 jours. Au périapside, cette orbite passe à relativement faible distance de la Terre (17 rayons terrestres soit 120 000 km) et à l'apogée elle croise l'orbite de la Lune à 400 000 km de la Terre. Le télescope spatial entame l'observation du premier secteur du ciel 68 jours après le lancement,.

## Orbite
Le télescope spatial TESS est placé sur une orbite optimale ni trop proche ni trop éloignée de la Terre et la Lune en résonance 2:1 avec cette dernière. Cette caractéristique limite les perturbations pouvant affecter l'orbite. Celle-ci peut être maintenue sans aucune manœuvre de correction durant plusieurs années et permet d'envisager le prolongement de la mission sur une longue durée. L'engin spatial évite sur cette orbite les ceintures de radiation tout en s'approchant suffisamment près de la Terre pour permettre des transferts à haut débit des données recueillies vers les stations terrestres. L'orbite retenue permet également de maintenir l'électronique des caméras dans une plage de températures très stable.

## Performances

### Carburant
Sur la base de l'usage du carburant en date de mai 2019, le système a assez de carburant pour fonctionner pendant 300 ans.

### Stabilité thermique
La stabilité thermique est meilleure qu'attendue. Le bruit de lecture est très faible et le seuil de bruit photométrique est de seulement environ 20 ppm, contre 60 ppm requis par la mission.

### Stabilité de pointage
La stabilité de pointage est excellente, le contrôle d'attitude étant meilleur que 20 millisecondes d'arc (un millième de pixel).

### Précision photométrique
En une heure d'intégration (durée cumulée d'exposition), TESS atteint une précision de 1 % pour un objet de magnitude 16 et mieux que 10 % pour un objet de magnitude 18. Ces résultats sont bien meilleurs que ceux attendus. En intégrant sur 12 heures, TESS atteint une sensibilité de 10 sigma pour un objet de magnitude 20. Trois cents millions d'étoiles et galaxies sont ainsi observables par TESS lors de sa mission primaire.

## Exploitation des données recueillies
Durant sa mission primaire, TESS doit détecter parmi les 200 000 étoiles pré-sélectionnées, 5 000 étoiles présentant un transit. Les exoplanètes potentielles sont par la suite observées par de nombreux télescopes terrestres ainsi que par les télescopes spatiaux comme le télescope spatial James Webb.
Pour identifier parmi les exoplanètes détectées, celles qui ont la taille de planètes terrestres et sont observables depuis le sol (objectif principal de la mission TESS) des télescopes, comme l'observatoire de Las Cumbres, vont s'assurer que l'exoplanète est visible en imagerie directe ce qui doit réduire le nombre d'étoiles candidates à 2 000. Des observations complémentaires effectuées en spectroscopie de reconnaissance doivent restreindre le nombre de candidats à 200, nombre encore réduit à 100 après examen par les spectrographes particulièrement puissants de l'Observatoire européen austral : HARPS. Il est prévu, d'après les simulations effectuées, que finalement la masse d'une cinquantaine d'exoplanètes de type terrestre peuvent être mesurées.

## Programme d'observation pour les scientifiques invités
Les scientifiques qui ne sont pas impliqués directement dans la mission peuvent effectuer des recherches personnelles en demandant l'ajout d'étoiles à la liste des 200 000 étoiles pré-sélectionnées pour la mission TESS. L'observation de 10 000 étoiles supplémentaires est prévu à cet effet. La demande d'observation est évaluée par un comité mis en place par la NASA qui donne son accord après examen de la pertinence des objectifs scientifiques poursuivis.

## Déroulement des opérations

### Mission primaire (juillet 2018 - juillet 2020)
La mission primaire doit durer deux ans. Durant la première année, de juillet 2018 à juillet 2019, le télescope spatial observe l'ensemble des secteurs de l'hémisphère sud céleste alors que, durant la deuxième année, de juillet 2019 à juillet 2020, il observe l'hémisphère nord. À chaque orbite, TESS répète la même séquence d'opérations lorsqu'il s'approche du périapside. Il interrompt alors ses observations pour une durée de 16 heures. Il pivote de manière à orienter son antenne parabolique vers la Terre et transmet en 4 heures les données recueillies durant l'orbite aux stations terrestres. Au cours de cette phase, les propulseurs sont également utilisés pour désaturer les roues de réaction qui ont accumulé du moment cinétique du fait de la pression de rayonnement des photons.

### Mission étendue
La mission étendue doit commencer au quatrième trimestre de l'année 2020. Elle consiste en un deuxième passage sur l'hémisphère sud puis un deuxième passage sur l'hémisphère nord Les observations se portent ensuite sur l'écliptique, couvrant ainsi plusieurs champs déjà observés par Kepler lors de sa mission K2. La première extension de TESS jusqu'en 2022 est confirmée par la NASA en juillet 2019 à la suite d'une évaluation des résultats qui classe la mission parmi les plus méritantes de celles dont le prolongement est évaluée.

## Résultats de la mission

### Exoplanètes
En juillet 2019, après un an d'observations au cours desquelles les 13 secteurs de la moitié sud du ciel ont été observés, TESS a découvert 850 objets susceptibles d'être des exoplanètes (en attente d'observations complémentaires par des instruments terrestres) et vingt-et-une exoplanètes confirmées. Le rythme des découvertes est beaucoup plus élevé que ce qui avait été prévu dans les hypothèses les plus optimistes. Mi-novembre 2019 ces chiffres étaient respectivement de 1414 et 34 après avoir balayé 16 des 26 secteurs du ciel (chaque secteur fait 24×96°). La période orbitale des planètes détectées est comprise entre 0,5 et 35 jours et plus de 50 % d'entre elles ont une période de moins de six jours. Le diamètre des exoplanètes découvertes va de 0,7 à 60 rayons terrestres : plus des deux tiers ont un rayon inférieur à trois rayons terrestres (terres ou super-terres). En avril 2021, trois ans après le début de ses observations, TESS a découvert 122 exoplanètes dont l'existence a été validée par des observations complémentaires et 2 645 objets (TOI) dont la nature doit être confirmée et précisée par des observations effectuées par d'autres instruments.
Parmi les exoplanètes découvertes figurent :
- Pi Mensae c un Neptune chaud de 4,8 masse terrestre est la première exoplanète confirmée découverte par TESS. Elle tourne en 6,3 jours autour de son étoile de classe F à 60 années-lumière de la Terre ;
- une planète géante gazeuse de 40 masses terrestres avec un diamètre égal à trois fois celui de la Terre qui a survécu à la transformation de son étoile en géante rouge puis en naine blanche ;
- une planète orbitant autour de deux étoiles ;
- une première exoplanète de la taille de la Terre (120 % de son diamètre) située dans la zone habitable permettant à l'eau d'exister à l'état liquide à sa surface. TOI-700 d tourne en 37 jours autour d'une étoile naine. Elle est située à environ 100 années-lumière de la Terre ce qui en fait une bonne candidate pour des observations complémentaires par des observatoires comme le télescope spatial James Webb ;
- trois super-Terres ont été découvertes par TESS orbitant autour d'une étoile ayant 95 % de la masse de notre Soleil. Leur étoile, TOI-451, est jeune (120 millions d'années) et est située à environ 400 années-lumière de la Terre. Ce système est également bien placé pour des observations par d'autres instruments et pourrait fournir des informations importantes sur les systèmes planétaires à leurs débuts ;
- l'exoplanète tellurique TOI-1452 b orbitant dans la zone habitable de son étoile et présentant une masse liquide à sa surface, ce qui en fait une probable planète océan[32].

### Comètes gravitant autour d'autres étoiles (exocomète)
TESS a détecté pour la première fois en lumière visible des comètes orbitant autour d'autres étoiles (exocomètes). Trois ont été identifiées par leur taille et des queues ont été découvertes autour de l'étoile Beta Pictoris située à 63 années-lumière.

### Supernovas
En observant en permanence un secteur donné du ciel durant près d'un mois, TESS est particulièrement apte à détecter des phénomènes transitoires comme les supernovae. Rien que dans le premier secteur observé entre le 25 juillet et le 22 août, TESS a ainsi identifié une douzaine d'événements transitoires dont six supernovae situées dans des galaxies lointaines qui ont été confirmées par la suite par des observations effectuées à l'aide d'instruments terrestres. En mai 2019, TESS a observé plusieurs dizaines de supernovas. On estime que le télescope doit en observer environ 200 au cours de sa mission primaire.

### Astéroïdes
Jusqu'à mai 2019, plus d'un millier d'astéroïdes sont détectés. Ils constituent une nuisance plus importante qu'attendu. Il semble en effet qu'ils puissent induire en erreur le logiciel en lui faisant considérer comme faux positifs de véritables transits (ce qui constitue donc des faux négatifs).

### Autres
TESS observe une étoile rompue par l'effet de marée d'un trou noir.
TESS a écouvert en 2020 le système stellaire TYC7037-89-1 six étoiles composées de trois paires d'étoiles binaires orbitant les unes autour des autres. Chaque paire.